# Vicente Casares
Vicente Casares es una localidad argentina del partido de Cañuelas, en la provincia de Buenos Aires.
Lleva ese nombre en homenaje a Vicente Lorenzo del Rosario Casares, fundador de la estancia “San Martín” y de la primera industria láctea de la Argentina, La Martona.

## Geografía

### Población
Cuenta con 787 habitantes (Indec, 2010), lo que representa un incremento del 25% frente a los 629 habitantes (Indec, 2001) del censo anterior.
| Gráfica de evolución demográfica de Vicente Casares entre 1991 y 2010 |
|                                                                       |
| Fuente: Censos nacionales del INDEC                                   |

### Sismicidad
La región responde a la «subfalla del río Paraná», y a la «subfalla del río de la Plata», con sismicidad baja; y su última expresión se produjo el 5 de junio de 1888 (136 años), a las 3.20 UTC-3, con una magnitud aproximadamente de 5,0 en la escala de Richter (terremoto del Río de la Plata de 1888).
La Defensa Civil municipal debe advertir sobre escuchar y obedecer acerca de
Área de
- Tormentas severas periódicas
- Baja sismicidad, con silencio sísmico de 136 años